# 于塞勒站
于塞勒站，是法国的一个铁路车站，位于法国中南部城市于塞勒。

## 位置
于塞勒站位于于塞勒市区的北部，距离市中心大约1公里。车站大致呈东西走向，开口朝南。

## 历史
于塞勒站历史上曾为法国中南部的一个重要铁路枢纽，南北向的"布尔日－米卡兹铁路"和东西向的"里昂－波尔多铁路"在此交汇，但如今于塞勒站却成为了一个小型的铁路终点站，年客流量仅6万人次。造成这一现象的原因大致有三点：
- 由于这一地区人口自19世纪末以来不断外流，致使客流数量急剧下降。
- 位于于塞勒以南的“波尔雷奥尔格水电站（法语：Barrage de Bort-les-Orgues）”修建于20世纪50年代，该水电站的蓄水区域淹没了途径此地的布尔日－米卡兹铁路，而该铁路绕行方案却因技术原因而放弃，使得于塞勒以南再无铁路。
- 法国A89号高速公路于2000年通车，其路线大致与里昂－波尔多铁路（法语：Ligne de Lyon à Bordeaux）南线平行，但平均旅速却远高于后者，致使大量旅客改选公路出行。

直到2008年，于塞勒站还保留了每周一趟直达巴黎的城际列车。
2014年7月7日，埃格朗德梅尔林－克莱蒙费朗铁路西段关闭，而埃格朗德梅尔林站又因线路原因不能开行始发列车，于塞勒站因此成为这一线所有列车的终点站，而里昂－波尔多铁路南线也最终成为了事实上的“断头路”。

## 设施
于塞勒站设有人工售票窗口，其开放时间如下：
- 周一至五：9:10~12:20和13:30~17:35
- 周六：9:10~16:25
- 周日及节假日11:10~13:00和14:30~19:55

此外，于塞勒站还设有一台自动售票机。

## 停靠线路
以下列车线路在于塞勒站停靠：
| 于塞勒站列车线路表      |            |        |          |              |
| 线路                    | 车种       | 上一站 | 下一站   | 大致运行频率 |
| 波尔多—于塞勒           | INTERCITÉS | 梅马克 | （终点） | 每周2趟左右  |
| 利摩日—于塞勒           | TER        | 梅马克 | （终点） | 每天5趟左右  |
| 布里夫拉盖亚尔德—于塞勒 | TER        | 梅马克 | （终点） | 每天4趟左右  |
| 1.                      |            |        |          |              |

## 配套交通

### 长途客车
| 停靠于塞勒站的大巴车 |                  | |
| 上下车地点           | 运营单位         | 主要目的地 |
| 于塞勒市区内         | 科雷兹省城际客运 | 于塞勒周边一些市镇（页面存档备份，存于） |
| 于塞勒站西侧         | SNCF Car TER     | - TER Auvergne - 08线：拉戈伊、克莱蒙费朗 - TER Limousin - 11号线：梅马克、蒂勒、布里夫 - 12号线：奥藏塞、埃沃莱班、蒙吕松 - 13号线：拉库尔坦、费勒坦、欧布松、蒙吕松 - 16号线：波尔雷奥尔格 - 当某条铁路线施工或罢工时，SNCF可能也会提供途径该线路沿途站点的大巴车 |
| 1. 2. 3.             |                  | |

### 市内交通
于塞勒站附近暂无城市公共交通线路。步行前往于塞勒市区大约需要15分钟。

### 社会车辆
于塞勒站门口设有社会车辆停车场。

## 临近车站
| 于塞勒站（Gare d'Ussel） |                            |                   |
| 上行车站 | 线路                       | 下行车站          |
| 梅马克站 | 利摩日－埃格朗德梅尔林铁路 | 埃格朗德梅尔林站* |
| - 本表仅显示运营中的线路及车站 *注：SNCF尚未正式宣布利摩日－埃格朗德梅尔林铁路的东部路段已关闭，但自2014年7月以来，所有途径此线的列车都终到于塞勒站，于塞勒站下行方向事实上已无任何列车经过，因此埃格朗德梅尔林站"名存实亡"。 |                            |                   |